# Sommer i Tyrol (film fra 2010)
|  | Denne artikel er oprettet af botten Steenthbot ud fra en ekstern database. Den kan derfor have sproglige fejl eller mangler. Denne skabelon kan fjernes efter kontrol af indholdet. |

 For alternative betydninger, se Sommer i Tyrol. (Se også artikler, som begynder med Sommer i Tyrol)
Sommer i Tyrol er en dansk kortfilm fra 2010 instrueret af Anna Neye efter eget manuskript.

## Handling
»Sommer i Tyrol« handler om en gammel mands forkrampede afsked med sin kone. Hans og Margit har været gift det meste af deres voksenliv. Nu ligger Margit for døden. I stedet for at bruge deres sidste tid sammen på at tage afsked, nægter Hans at acceptere Margits tilstand og bruger de sidste ti minutter af hendes liv på at skændes med hende. En lille film om noget meget stort: et ældre ægtepars afsked med hinanden.

## Medvirkende
- Holger Perfort
- Rita Angela
- Jens Jørn Spottag
- Søren Sætter-Lassen